# Michael Menzel (Illustrator)

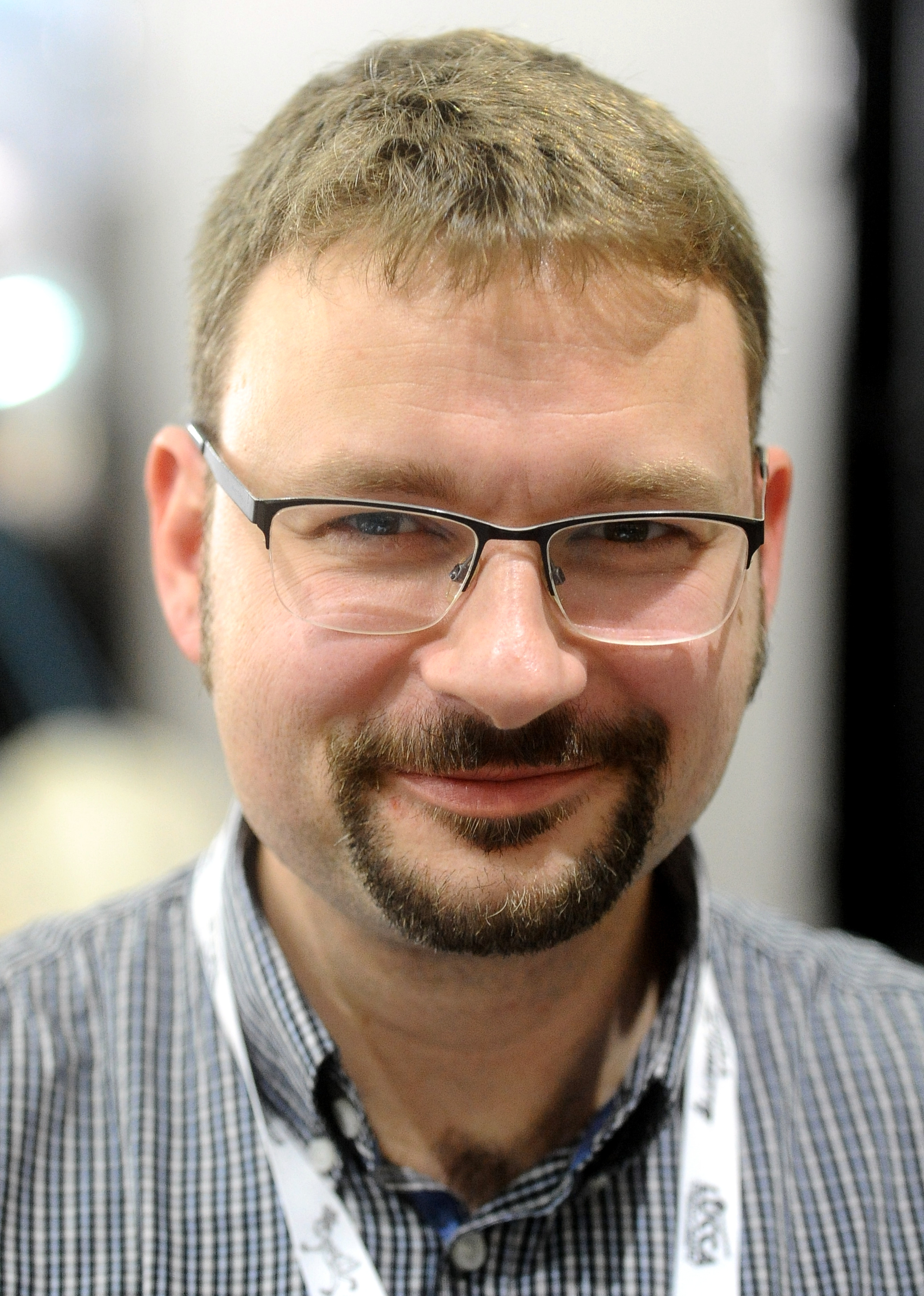
Michael Menzel (2015)

Michael Menzel (* 1975) ist ein freiberuflicher Illustrator und Spieleautor. Seit 2004 arbeitet er vor allem als Illustrator für Gesellschaftsspiele, 2012 erschien mit Die Legenden von Andor das erste von ihm selbst entwickelte Brettspiel, das unter anderem als Kennerspiel des Jahres ausgezeichnet wurde und für das er mehrere Erweiterungen und Nachfolgespiele entwickelte.

## Leben
Nach seiner Ausbildung zum Gestaltungstechnischen Assistenten war er mehrere Jahre in der Computerspielentwicklung tätig, wo er zum Beispiel an der PC-Umsetzung von Die Sternenfahrer von Catan mitarbeitete. Sein erster Illustrationsauftrag für ein Gesellschaftsspiel war 2004 Manga Manga für Franckh-Kosmos. Seitdem hat er die grafische Gestaltung von nicht elektronischen Spielen zu seinem Metier gemacht. Zwischen 2004 und 2006 hat er über 30 Brett- und Kartenspiele für rund 10 Verlage illustriert. Bis 2023 hat er 500 Spiele illustriert.
Nachdem er bereits 2007 die Spielegrafik der Catan Online Welt bearbeitet hat, die seit dem 30. Oktober 2007 verwendet wird, hat er zunächst die Grafiken der 3. Edition der Catan-Brettspiele neu gestaltet und anschließend die Grafiken der Karten für Die Fürsten von Catan und dessen Erweiterungen neu gezeichnet. Diese sind ab Herbst 2010 erschienen.
2012 erschien mit Die Legenden von Andor bei Franckh-Kosmos das erste komplett von Michael Menzel neu entwickelte Brettspiel. Auch dies hat er selber grafisch ausgestaltet. Das Spiel wurde 2013 als „Kennerspiel des Jahres“ ausgezeichnet. Zu diesem Spiel entwickelte Gerhard Hecht auf Anregung von Michael Menzel 2015 das Zweipersonenspiel „Die Legenden von Andor – Chada & Thorn“ und Stefanie Schmitt schrieb den von Michael Menzel illustrierten Roman „Die Legenden von Andor – Das Lied des Königs“, die beide auch bei Franckh-Kosmos erschienen. In Kooperation mit der deutschen Band Elane entstanden mehrere Soundtracks zur Spielereihe. Das Musikalbum „Legends of Andor – Original Board Game Soundtrack“ (2019) der Band wurde von Michael Menzel illustriert. Im März 2021 erschien sein neues kooperatives Spiel „Die Abenteuer des Robin Hood“, das im Mai des Jahres für das Spiel des Jahres nominiert wurde. Zur SPIEL23 erschien sein erstes kompetitives Spiel „Drachenhüter“.
Michael Menzel lebt mit seiner Familie in Neukirchen-Vluyn am Niederrhein.

## Ludografie

### Auswahl illustrierter Spiele
- Angkor
- Alles an Bord?!
- Beer & Bread
- Brügge
- Bunte Vögel
- Burg der 1000 Spiegel (Nominiert für die beste Kinderspielgrafik 2009)
- Cable Car (Nominiert für die beste Familienspielgrafik 2010)
- Cuba
- Catan – Das Spiel und Erweiterungen (Ausgaben ab 2010)
- Der Dieb von Bagdad
- Der Goldene Kompass (Poster der Spielfeldgrafik wurden von Franckh-Kosmos auf der Spiel 2007 verteilt)
- Herr der Ziegen (Nominiert für die beste Familienspielgrafik 2009)
- Die Baumeister von Arkadia
- Die Fürsten von Catan und Erweiterungen
- Die Legenden von Andor (Kennerspiel des Jahres 2013)
- Die Säulen der Erde (Deutscher Spielepreis 2007)
- Die Siedler von Catan – Deutschland Edition
- Die Siedler von Catan – Das Alte Ägypten
- Die Tore der Welt (Sonderpreis „Spiel des Jahres plus“ 2010)
- Eselsbrücke (Beste Familienspielgrafik 2011)
- Hab & Gut (Nominiert für die beste Familienspielgrafik 2009)
- Hart an der Grenze
- Hazienda
- Himmel, A... und Zwirn
- Im Schutze der Burg (Nominiert für die beste Familienspielgrafik 2009)
- Jambo
- Kraken-Alarm
- Kreuz und Quer
- Leo muss zum Friseur
- Livingstone (Nominiert für die beste Familienspielgrafik 2009)
- Monsterfalle (Nominiert für die beste Kinderspielgrafik 2011)
- Portobello Market
- Raubritter
- Relikt
- Revolte in Rom
- Safranito (Nominiert für die beste Familienspielgrafik 2011)
- Santa Cruz (2012)
- Santiago de Cuba  (Nominiert für die beste Familienspielgrafik 2012)
- Shogun
- Stone Age
- Stone Age Junior
- Submarine
- Terra Nova
- Thurn und Taxis (Spiel des Jahres 2006)
- Tooor!
- Waka Waka (Nominiert für die beste Familienspielgrafik 2012)
- ZauberStauber

### Eigene Spiele (alle ebenfalls illustriert)
- 2012: Die Legenden von Andor (Franckh-Kosmos)
- 2013: Die Legenden von Andor: Der Sternenschild (Franckh-Kosmos)
- 2014: Die Legenden von Andor: Neue Helden (Franckh-Kosmos)
- 2014: Die Legenden von Andor: Die Reise in den Norden (Franckh-Kosmos)
- 2016: Die Legenden von Andor: Die letzte Hoffnung (Franckh-Kosmos)
- 2017: Die Legenden von Andor: Dunkle Helden (Franckh-Kosmos)
- 2017: Die Legenden von Andor: Die Bonus-Box (Hauptautor in der alten großen Version; Franckh-Kosmos)
- 2021: Die Abenteuer des Robin Hood (Franckh-Kosmos)
- 2021: Die Abenteuer des Robin Hood: Die erste Abenteuer-Erweiterung (Franckh-Kosmos)
- 2022: Die Abenteuer des Robin Hood: Bruder Tuck in Gefahr (Franckh-Kosmos)
- 2022: Die Legenden von Andor: Die ewige Kälte (Franckh-Kosmos)
- 2023: Die Legenden von Andor: Big Box (Franckh-Kosmos)
- 2023: Drachenhüter[9]
- 2024: Die Legenden von Andor: Die Bonus-Box (neue, kleine Version; Franckh-Kosmos)
- 2025: Die Legenden von Andor: Das ferne Land

## Auszeichnungen

### Für grafische Arbeiten
- Graf Ludo 2011 und 2013 für die beste Familienspielgrafik (für Eselsbrücke und Die Legenden von Andor)
- Monsterfalle nominiert für die beste Kinderspielgrafik 2011
- Gold am Orinoko nominiert für die beste Kinderspielgrafik 2013
- Safranito nominiert für die beste Familienspielgrafik 2011
- Santiago de Cuba und Waka Waka nominiert für die beste Familienspielgrafik 2012
- Brügge nominiert für die beste Familienspielgrafik 2013

### Als Spieleautor
- As d’Or 2013 in der Kategorie Jeu de l’Année für Die Legenden von Andor
- Kennerspiel des Jahres 2013 für Die Legenden von Andor
- Juego del Año 2013 für Die Legenden von Andor
- Nominierung zum Spiel des Jahres 2021 für Die Abenteuer des Robin Hood
- Platz 3 beim deutschen Spielpreis 2021 für Die Abenteuer des Robin Hood